# Alexandr Zubkov
Alexandr Yúrievich Zubkov –en ruso, Александр Юрьевич Зубков– (Bratsk, URSS, 10 de agosto de 1974) es un deportista ruso que compitió en bobsleigh en las modalidades doble y cuádruple. 
Participó en cinco Juegos Olímpicos de Invierno, entre los años 1998 y 2014, obteniendo una medalla de plata en Turín 2006, en la prueba cuádruple (junto con Filipp Yegorov, Alexei Seliverstov y Alexei Voyevoda) y una de bronce en Vancouver 2010, en la prueba doble (con Alexei Voyevoda). En Sochi 2014 consiguió dos medallas de oro, en las pruebas doble y cuádruple, pero estos resultados le fueron anulados en 2017 por demostrarse que había cometido violación de las reglas antidopaje.
Ganó seis medallas en el Campeonato Mundial de Bobsleigh entre los años 2003 y 2013, y siete medallas en el Campeonato Europeo de Bobsleigh entre los años 2005 y 2012.

## Palmarés internacional
| Juegos Olímpicos   | Juegos Olímpicos             | Juegos Olímpicos  | Juegos Olímpicos |
| Año                | Lugar                        | Medalla           | Prueba           |
| ------------------ | ---------------------------- | ----------------- | ---------------- |
| 2006               | Turín (Italia)               | Medalla de plata  | Cuádruple        |
| 2010               | Vancouver (Canadá)           | Medalla de bronce | Doble            |
| 2014               | Sochi (Rusia)                | DSC               | Doble            |
| 2014               | Sochi (Rusia)                | DSC               | Cuádruple        |
| Campeonato Mundial |                              |                   |                  |
| Año                | Lugar                        | Medalla           | Prueba           |
| 2003               | Lake Placid (Estados Unidos) | Medalla de bronce | Cuádruple        |
| 2005               | Calgary (Canadá)             | Medalla de plata  | Cuádruple        |
| 2008               | Altenberg (Alemania)         | Medalla de plata  | Cuádruple        |
| 2008               | Altenberg (Alemania)         | Medalla de bronce | Doble            |
| 2011               | Königssee (Alemania)         | Medalla de oro    | Doble            |
| 2013               | Sankt Moritz (Suiza)         | Medalla de plata  | Cuádruple        |
| Campeonato Europeo |                              |                   |                  |
| Año                | Lugar                        | Medalla           | Prueba           |
| 2005               | Altenberg (Alemania)         | Medalla de oro    | Cuádruple        |
| 2006               | Sankt Moritz (Suiza)         | Medalla de bronce | Cuádruple        |
| 2008               | Cesana (Italia)              | Medalla de oro    | Doble            |
| 2009               | Sankt Moritz (Suiza)         | Medalla de oro    | Cuádruple        |
| 2011               | Winterberg (Alemania)        | Medalla de oro    | Doble            |
| 2011               | Winterberg (Alemania)        | Medalla de plata  | Cuádruple        |
| 2012               | Altenberg (Alemania)         | Medalla de plata  | Cuádruple        |